# Annual Warrior Competition
A Annual Warrior Competition ("Competição Anual de Guerreiros", em tradução livre, AWC) é uma competição voltada para o combate que coloca equipes militares e policiais de forças especiais competindo entre si. Seu lema é Fortune Favors the Bold, a sorte favorece os audazes. A competição foi criada em 19 maio de 2009 e dura cinco dias. As equipes são avaliadas em eventos que testam aptidão física, exercícios de pontaria, tarefas médicas e exames escritos. A competição acontece no Centro de Treinamento de Operações Especiais Rei Abdullah II (KASOTC) em Amã, na Jordânia.

## Antecedentes
A competição é sediada no Centro de Treinamento de Operações Especiais Rei Abdullah II (KASOTC), e recebeu o apelido de Olimpíada das Forças Especiais.
Todos os anos, a competição é redesenhada para refletir as ameaças em constante mudança representadas pelo terrorismo. Espera-se que os “Guerreiros” concorrentes demonstrem competências e adaptabilidade de pontaria, resistência, trabalho em equipe, táticas e comunicação no campo de batalha. Eles são observados e julgados por um painel de especialistas internacionais de renome, de diversas origens profissionais militares e policiais. Muitas equipes internacionais e locais participam todos os anos. O KASOTC foi comparado a "um cenário real de Counter-Strike", com forças especiais realizando pistas de obstáculos, disparando munição real e "bebendo 12 pacotes de água mineral".
A 11ª Annual Warrior Competition coincidiu com o 20º aniversário da ascensão ao trono de Sua Majestade o Rei Abdullah II em 2019. A 12ª Annual Warrior Competition, que estava prevista para ocorrer em 2020, foi adiada e posteriormente realizada em 2022 devido à Pandemia de COVID-19. A 12ª competição contou com a participação de 40 equipes - a capacidade máxima - representando 25 países.

## Competição

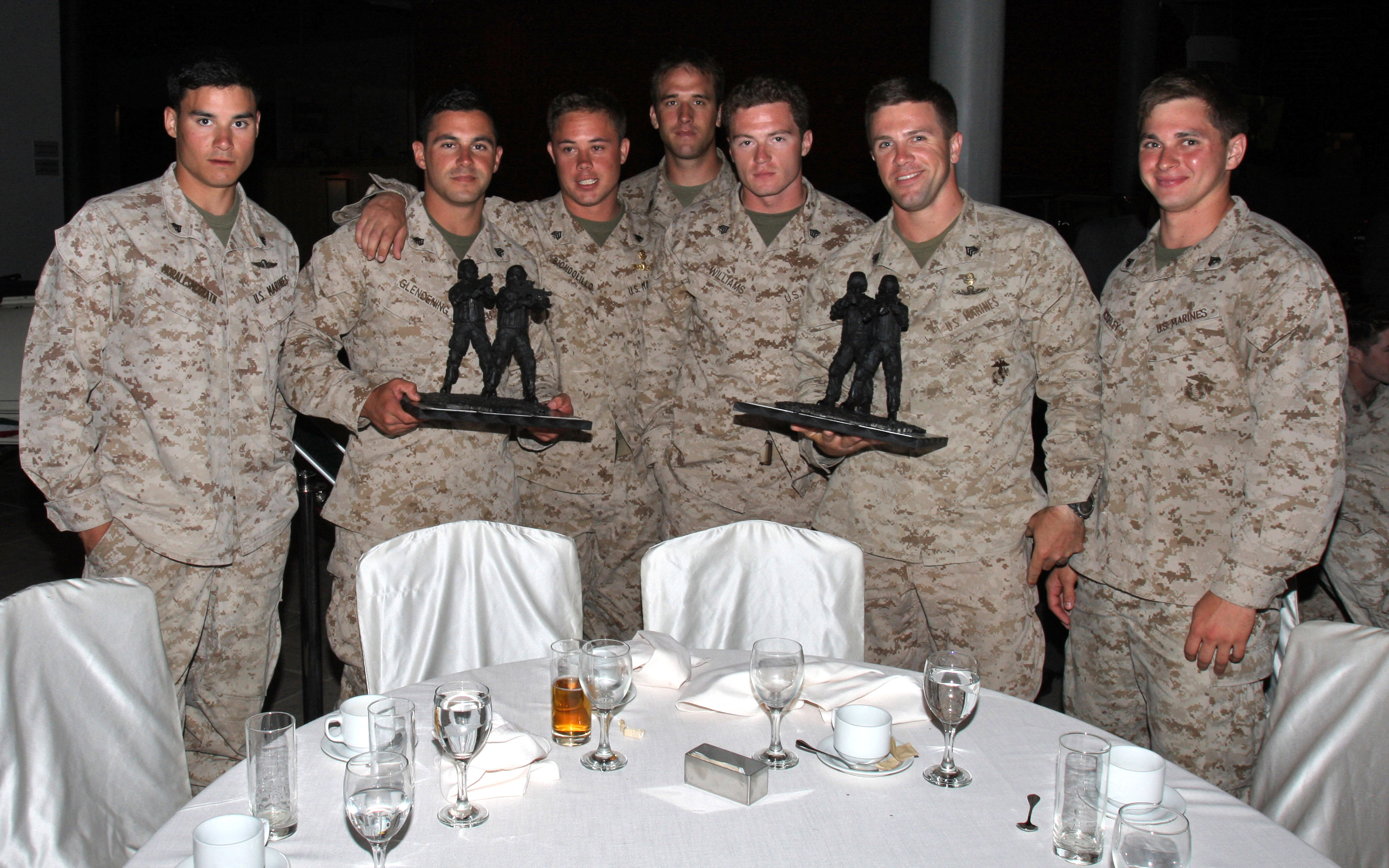
A equipe do Batalhão de Reconhecimento da 24ª Unidade Expedicionária de Fuzileiros Navais americanos posa com seus troféus após ganhar o terceiro lugar na 2ª AWC, em 9 de maio de 2010.

A competição ocorre durante cinco dias, culminando na prova final do Desafio do Rei (em inglês:  The King’s Challenge), na qual apenas as 15 melhores equipes tomam parte. Os resultados das provas são anunciados durante uma cerimônia de premiação noturna. As equipes também participam de um dia de lazer explorando locais históricos e culturais na Jordânia. Contando com o generoso patrocínio de Sua Majestade, o Rei Abdullah II, ele mesmo um veterano e ex-comandante das forças especiais reais, a AWC é popular em todo o país, sendo destaque nos noticiários locais. A competição é realizada em conjunto com a Exposição das Forças de Operações Especiais (SOFEX), onde várias companhias internacionais podem exibir seus produtos aos participantes e visitantes. A SOFEX conta com exibições de mais de 38 países, com mais de 400 delegados.
O evento anual reúne guerreiros de muitas terras, muitas vezes adversárias, de modo a colocarem suas habilidades à prova uns contra os outros. Apesar das equipes virem de cerca de 20 países diferentes, falando mais de uma dúzia de línguas e ainda maior número de dialetos, a organização da competição é muito eficiente. A administração da competição é realizada por militares jordanianos enquanto a empresa Mission X supervisiona os eventos individuais. Mesmo com os muitos países envolvidos, a maior parte das tensões ocorrem entre equipes da mesma nacionalidade. Um número considerável de equipes costuma ser armada com plataformas da carabina M4. Os padrões de segurança de manuseio dos armamentos - tal como disciplina de gatilho - variam amplamente de país para país.
Dentre as diferenças nacionais dos competidores, os russos foram notados como sendo semelhantes aos operadores americanos e "invariavelmente educados"; já os chineses "são rápidos e antissociais". Os holandeses, canadenses e eslovacos foram notáveis por serem muito mais críticos consigo mesmos do que as demais equipes; no caminho oposto, certas equipes reclamam sobre penalidades técnicas incorridas ou tempos avaliados, mesmo quando mostradas fotos ou vídeos de suas infrações. Uma camaradagem profissional entre os operadores especiais é uma marca da competição, com muitas equipes — "mas não todas" — torcendo por seus competidores, apesar das barreiras linguísticas. Árabe, chinês, russo, dari e urdu se misturam com algumas palavras em inglês intercaladas (“treinamento”, “interessante”, “muito legal”). A linguagem de sinais improvisada completa o diálogo. Não se fala de política ou dinheiro na Competição Warrior. Quando perguntado sobre política externa, um competidor russo respondeu que a política fica do lado de fora e que só o trabalho interessa.
Cada equipe é formada por sete competidores, dos quais cinco participam de todos os eventos, além de um líder de equipe não competidor. Alguns países enviam mais de uma equipe, seja da mesma unidade ou de tropas diferentes. No entanto, cada equipe é uma entidade separada e os competidores não podem trocar de equipe.

## Resultados
| Competição | Ano  | Equipes | Países | País vencedor  | Equipe vencedora                                | Força                           |
| ---------- | ---- | ------- | ------ | -------------- | ----------------------------------------------- | ------------------------------- |
| 12ª AWC    | 2022 | 40      | 26     | Jordânia       | Guarda Real (Equipe 1)                          | Forças Armadas da Jordânia      |
| 11ª AWC    | 2019 | 46      | 26     | Brunei         | Rejimen Pasukan Khas (Equipe 1)                 | Forças Armadas de Brunei        |
| 10ª AWC    | 2018 | 40      | 24     | Líbano         | Panteras Negras                                 | Forças de Segurança Interna     |
| 9ª AWC     | 2017 | 33      | 17     | China          | Unidade da Espada Celestial                     | Polícia Armada do Povo          |
| 8ª AWC     | 2016 | 27      | 11     | Líbano         | Panteras Negras (Equipe 2)                      | Forças de Segurança Interna     |
| 7ª AWC     | 2015 | 37      | 18     | Rússia         | SOBR "Terek" (Equipe 1)                         | Rosgvardiya                     |
| 6ª AWC     | 2014 | 33      | 19     | China          | Unidade Comando Leopardo da Neve                | Polícia Armada do Povo          |
| 5ª AWC     | 2013 | 30      | 17     | China          | Unidade Comando Leopardo da Neve                | Polícia Armada do Povo          |
| 4ª AWC     | 2012 | 35      | 18     | Alemanha       | GSG9                                            | Polícia Federal                 |
| 3ª AWC     | 2011 | 22      | 12     | Áustria        | EKO Cobra                                       | Ministério do Interior          |
| 2ª AWC     | 2010 | 10      | 4      | Estados Unidos | 24ª Unidade Expedicionária de Fuzileiros Navais | Força de Reconhecimento do USMC |
| 1ª AWC     | 2009 | 7       | 2      | Jordânia       | Direção-Geral de Inteligência                   | Direção-Geral de Inteligência   |